# Sambucina aculeata
Sambucina aculeata är en svampart som beskrevs av Josef Velenovský 1947. Sambucina aculeata ingår i släktet Sambucina, ordningen disksvampar, klassen Leotiomycetes, divisionen sporsäcksvampar och riket svampar.   Inga underarter finns listade i Catalogue of Life.